# Viking (coet)

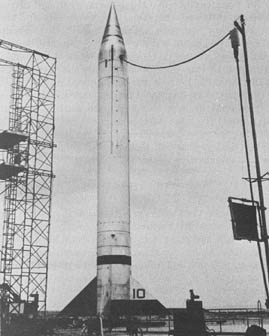
El coet Viking 10, va volar finalment el 7 de maig de 1954.

La sèrie de coets sonda Viking van ser dissenyats i fabricats per Glenn L. Martin Company (ara Lockheed-Martin) sota la direcció de la Naval Research Laboratory (NRL) dels Estats Units. Van volar dotze coets Viking entre 1949 i 1955.

## Orígens
Després de la Segona Guerra Mundial, els Estats Units van experimentar amb els coets V-2 alemanys capturats com a part del projecte Hermes. Sobre la base d'aquests experiments els EUA van decidir en 1946 desenvolupar el seu propi disseny de gran coet de combustible líquid, que es denominaria Neptune però es va canviar a Viking. La intenció era tant per proporcionar una capacitat dels EUA independent en els coets, per continuar el projecte Hermes després de gastar els V-2 disponibles, i per proporcionar un vehicle més adequat per a la investigació científica. La marina de guerra, en particular, necessitava un vehicle per estudiar l'atmosfera i aprendre a predir el mal temps el que afectaria la flota.
El V-2 entraria en l'atmosfera en altituds elevades. Després d'haver estat dissenyat com una arma, la V-2 portava una gran càrrega útil, aproximadament una tona d'explosiu d'alta potència. Això era més del que es considerava necessari per a la càrrega útil d'instruments científics d'un coet de recerca de gran altitud, però en el cas de la V-2, que s'utilitzava per a la investigació, la major part de la càrrega útil era de llast de plom requerit per a un vol estable, limitant la velocitat i l'altitud potencial que es podria arribar amb les petites càrregues útils típicament necessàries per a les investigacions científiques primerenques.
La Naval Research Laboratory (NRL), en part, a instàncies de la American Rocket Society (ARS), va optar per construir un coet sonda avançat. Milton Rosen, cap del projecte de Viking, acredita el pioner de coets Robert Goddard, l'ARS, la California Institute of Technology i el V-2 per la "profunda influència" que tenien en el disseny del coet.
El Viking era el coet més avançat, gran i de combustible líquid que es desenvolupava en els EUA en el moment.